# Asahi Kasei
Asahi Kasei Corporation (旭化成株式会社 Asahi Kasei Kabushiki-gaisha) er en multinational japansk kemivirksomhed. Deres primære produkter er kemikalier og forskellige kemiske materialer.
Den blev etableret i 1931 og har hovedkvarter i Tokyo.